# Домбоки
Домбоки (укр. Домбоки) — село в Великолучковской сельской общине Мукачевского района Закарпатской области Украины.
Население по переписи 2001 года составляло 493 человека. Почтовый индекс — 89620. Телефонный код — 3131. Занимает площадь 4,100 км². Код КОАТУУ — 2122786805.
В селе находится Свято-Успенский Домбокский женский монастырь.
В монастыре похоронен его основатель и духовник, чтимый в Закарпатье как исповедник, — священник Иоанн Карбованец.